# Rhopophilus
Rhopophilus är ett släkte i familjen papegojnäbbar inom ordningen tättingar.

## Arter i släktet
Släktet omfattar numera två arter som förekommer i norra Kina och norra Korea:
- Pekingsångare (R. pekinensis)
- Tarimsångare (R. albosuperciliaris)

## Familjetillhörighet
Tidigare ansågs tarimsångaren och pekingsångaren vara medlemmar av familjen cistikolor (Cisticolidae). DNA-studier visar dock att de tillhör en grupp små tättingar bestående av papegojnäbbar, den amerikanska arten messmyg, samt en handfull släkten som tidigare också ansågs vara timalior (Fulvetta, Lioparus, Myzornis, Chrysomma och Moupinia). Denna grupp är i sin tur närmast släkt med sylvior i Sylviidae och har tidigare inkluderats i den familj, vilket i stor utsträckning görs fortfarande. Enligt sentida studier skilde sig dock de båda grupperna sig åt för hela cirka 19 miljoner år sedan, varför tongivande International Ornithological Congress (IOC) numera urskilt dem till en egen familj, Paradoxornithidae. Denna linje följs här.